# Greedy People
 (octobre 2024).
Si vous disposez d'ouvrages ou d'articles de référence ou si vous connaissez des sites web de qualité traitant du thème abordé ici, merci de compléter l'article en donnant les références utiles à sa vérifiabilité et en les liant à la section « Notes et références ».
Pour plus de détails, voir Fiche technique et Distribution.
Greedy People est un film américain réalisé par Potsy Ponciroli, sorti en 2024. 

## Synopsis
Dans une petite ville, un groupe d'habitants trouvent une femme assassinée et un million de dollars, ils vont tous faire de mauvais choix.

## Fiche technique
- Titre original : Greedy People
- Réalisation : Potsy Ponciroli
- Scénario :
- Musique :
- Production : Searchlight Pictures
- Pays de production : États-Unis
- Langue originale : anglais
- Genre : comédie policière
- Durée : 112 minutes
- Date de sortie : 
  - États-Unis : 23 août 2024

## Distribution
- Joseph Gordon-Levitt : Terry Brogan
- Himesh Patel : Officier Will Shelley
- Lily James : Paige
- Tim Blake Nelson : Wallace Chetlo
- Traci Lords : Virginia Chetlo
- Joey Lauren Adams : Bobette
- Uzo Aduba : Murphy
- Jim Gaffigan : L'Irlandais
- Simon Rex : Keith Crawford
- Nina Arianda : Deborah
- Neva Howell : Mme Crawford
- José María Yazpik : Le Colombien
- Yingling Zhu : Yu Yan